# Intel Switchable Graphics
Intel Switchable Graphics è una tecnologia annunciata da Intel ad agosto 2008 e sviluppata allo scopo di aumentare l'efficienza energetica delle proprie piattaforme mobile Centrino 2 e Centrino 2 vPro Montevina e viene integrata all'interno del chipset Cantiga.
Si tratta, in buona sostanza, di un'incarnazione proprietaria della tecnologia Hybrid SLI sviluppata da nVidia e che, al pari della soluzione concorrente, consente di passare dalla scheda video discreta a quella integrata del notebook semplicemente utilizzando un interruttore fisico sulla macchina o un comando via software, senza la necessità di riavviare l'intero sistema.
Gli scopi di tale tecnologia sono gli stessi della soluzione nVidia, ovvero consentire l'utilizzo della scheda discreta solo quando ne viene richiesta la potenza, consentendo l'utilizzo del tradizionale comparto video integrato nel chipset durante il normale utilizzo del notebook, andando a migliorare l'efficienza energetica e i consumi dell'intera piattaforma.

## Principi di funzionamento
Come detto, nella propria dimostrazione, Intel ha dimostrato grazie ad un sistema Sony Vaio basato sulla piattaforma Centrino 2 Montevina con scheda video discreta prodotta da nVidia, come sia possibile "passare" dalla scheda video integrata nel chipset a quella esterna semplicemente utilizzando un interruttore fisico.
Durante l'utilizzo della scheda discreta il consumo del sistema era intorno ai 25 W, mentre utilizzando la scheda integrata, essi variavano tra i 9 W e i 16 W. Si tratta di differenze che secondo Intel dovrebbero consentire fino a 1 ora di autonomia in più rispetto ai sistemi dotati della sola scheda discreta.

### Differenze tra Switchable Graphics e Hybrid SLI
Sebbene gli obiettivi delle due tecnologie concorrenti siano di fatto gli stessi, la soluzione Intel ha comunque due grossi limiti rispetto a quella sviluppata da nVidia: innanzitutto, a differenza della soluzione concorrente in cui il passaggio tra le 2 sezioni video è automatico in base al carico di lavoro richiesto in ogni momento al comparto grafico da parte delle applicazioni, nella soluzione Intel esso è solo manuale (attraverso i due metodi sopracitati) e inoltre Switchable Graphics non consente il funzionamento simultaneo delle 2 sezioni video, in modo da migliorare ulteriormente le prestazioni, ma solo un funzionamento alternativo.
Hybrid SLI infatti prevede 2 differenti modalità di funzionamento denominate Power Saving Mode e Max Performance Mode. In modalità Power Saving Mode, il funzionamento è molto simile a quello operato dalla soluzione Intel (a parte il passaggio automatico operato dalla tecnologia nVidia); si ottiene il massimo risparmio energetico grazie allo spegnimento della soluzione discreta, più potente, in favore di quella integrata. Quando dovesse essere necessaria maggior potenza, verrà attivata invece la soluzioni discreta, in grado di offrire indubbiamente maggiori prestazioni 3D, ma a fronte di maggiori consumi. Nel caso in cui servisse la potenza massima entrerebbe in funzione la modalità Max Performance Mode, in cui le 2 soluzioni video lavorerebbero in parallelo mediante la tecnologia SLI (anzi Hybrid SLI).

## Switchable Graphics anche con schede ATI
A fine ottobre 2008, AMD ha annunciato di aver raggiunto un accordo con Intel al fine di rendere la tecnologia Switchable Graphics compatibile anche con le proprie soluzioni video che vengono commercializzate ancora con il marchio ATI. Le prime schede ATI a poter essere abbinate a tale tecnologia dovrebbero essere le Radeon HD delle serie 3600 e 3400 ma sarà necessaria la presenza di Windows Vista e di un BIOS specificatamente modificato allo scopo.